# Jászay József
Jászay József, névváltozat: Jászai József, született: Rauschenberger (Zombor, 1869. március 17. – Zomba, 1950. március 17.) festőművész, huszárszázados.

## Pályafutása
Jászay (Rosenfeld) Fülöp búzaügynök és Rauschenberger Karolina törvénytelen gyermekeként született. A fővárosi Mintarajziskolában kezdte tanulmányait, ahol mesterei Greguss János, Aggházy Gyula és Székely Bertalan voltak. Ezután Münchenbe ment, ahol Hollósy Simonnál tanult, majd Párizsban képezte magát tovább. 1901-től 1905-ig a Benczúr-mesteriskola tagja volt. 1894-től műveivel szerepelt a Nemzeti Szalon és a Műcsarnok kiállításain. Még ugyanebben az évben illusztrálta Sajó Aladár De profundis. Tiz tárczaszerű rajz — a «mélységből». című könyvét. Elsősorban naturalista élet- és csendéletképeket festett (Ős vadász, Hiúság, Egy régi dal, stb.). 
Rauschenberger családi nevét még festősegédként 1889-ben változtatta Jászaira. 1898. január 6-án Budapesten, a Terézvárosban házasságot kötött a nála hét évvel fiatalabb Majer (Mayer) Ilonával, Majer József és Zvitényi Éva lányával. Felesége 1939. június 27-én Budapesten elhunyt 63 éves korában. Jászay József aggkori végelgyengülésben hunyt el a Tolna megyei Zombán 81. születésnapján.